# Hibbertia rubescens
Hibbertia rubescens är en tvåhjärtbladig växtart som beskrevs av Eugène Vieillard och André Guillaumin. Hibbertia rubescens ingår i släktet Hibbertia och familjen Dilleniaceae. Inga underarter finns listade i Catalogue of Life.